# Lars Koch
Lars Koch (* 1973 in Siegen) ist ein deutscher Medienwissenschaftler.

## Leben
Von 1994 bis 2001 studierte er allgemeine Literaturwissenschaft, Geschichte und Philosophie an der Universität Siegen. Nach der Promotion 2004 bei Wara Wende zum Dr. phil. ist er seit 2014 Professor für Medienwissenschaft und Neuere deutsche Literatur an der TU Dresden.

## Schriften (Auswahl)
- Der Erste Weltkrieg als Medium der Gegenmoderne. Zu den Werken von Walter Flex und Ernst Jünger. Würzburg 2005, ISBN 3-8260-3168-7.
- mit Jörn Ahrens, Michael Cuntz und Marcus Krause: The Wire. Analysen zur Kulturdiagnostik populärer Medien. Wiesbaden 2014, ISBN 3-658-01239-0.
- mit Stefan Kaufmann und Niels Werber (Hg.): Erster Weltkrieg. Kulturwissenschaftliches Handbuch. Stuttgart 2014, ISBN 3-476-02445-8.
- mit Anna Häusler, Elisabeth Heyne und Tanja Prokic: Verletzen und Beleidigen. Versuche einer theatralen Kritik der Herabsetzung. Berlin 2020, ISBN 978-3-941360-70-9.